# Христо Търтев
Христо (Ичо) Димитров (Митрев) Търтев, също Търтев или Търтин, е български революционер, деец на Вътрешната македоно-одринска революционна организация и на Върховния македоно-одрински комитет.

## Биография
Роден е в 1872 година в гумендженското село Баровица, тогава в Османската империя, днес Кастанери, Гърция. Получава начално образование. Влиза във ВМОРО в 1898 година. От 1900 до 1903 година е ръководител на селска милиция. Взима участие в Илинденско-Преображенското въстание през лятото на 1903 година, а след него е назначен за районен войвода на ВМОРО. След Младотурската революция се легализира. През май 1912 година навлиза в Македония в четата на Ичко Димитров, която е екипирана от върховистите около Константин Дзеков.
При избухването на Балканската война е доброволец в Македоно-одринското опълчение и служи в четата на Димитър Думбалаков.
През януари 1913 година Димитър Робков, Христо Търтев и Трайко Гьотов се притичат на помощ на българската учителка от Баровица, която е прогонена от селото от андартската чета на Димитър Доямов - Биката, брат на Лазар Доямов. Пленени са от гръцките окупационни власти и са откарани в Берския затвор.